# Associazione Sportiva Dilettantistica GEAS Basket 2007-2008

## Verdetti stagionali
Competizioni nazionali
- Serie A2:

stagione regolare: 3º posto su 16 squadre;
playoff: (promosso in Serie A1)

## Roster
- Jelena Tomanovic, Guardia, 1990, 180 cm.
- Giulia Arturi, Playmaker, 1987, 175 cm.
- Annalisa Censini, Guardia, 1979, 170 cm.
- Chiara Scattini, Guardia/Ala, 1990, 178 cm.
- Vera Ponchiroli, Ala, 1983, 180 cm.
- Selene Marulli, Ala, 1986, 180 cm.
- Alessandra Calastri, Pivot, 1985, 193 cm.
- Veronica Schieppati, Ala, 1990, 182 cm.
- Martina Crippa, Guardia, 1989, 178 cm.
- Michela Frantini, Guardia, 1983, 175 cm.
- Mariella Arnaboldi, Playmaker, 1989, 166 cm.
- Yadiletsy Rios, Pivot, 1977, 190 cm.
- Marta Tresoldi, Guardia, 1990, 173 cm.
- Roberto Galli, allenatore